# Томасиниев минзухар
Томасиниев минзухар (Crocus tommasinianus) – вид Минзухар от сем. Перуникови, ендемичен в Балканския полуостров и защитен от Закона за биологичното разнообразие.

## Етимология
Видът е кръстен на ботаника Муцио Томасини.

## Разпространение
Естественият ареал на Томасиниевия минзухар включва териториите на Албания, България, Унгария и Югославия. Видът е интродуциран във Великобритания, Белгия, Германия и щата Ню Йорк.
В България се среща в Западния Предбалкан на височина около 600÷700 m. Известни са три находища – Връшка чука, южно от гр. Кула и склоновете над с. Киреево. Както и в Средния Предбалкан – в района на селата Бресте, Реселец и Кунино, на 220 m н.в. По непотвърдени данни е намиран и във Врачански Балкан.

## Местообитание
Образува големи групи по сухи тревисти места и разредени гори в пояса на ксеротермните дъбови гори.

## Морфология
Растението е с височина 7÷8 cm. Има 3÷5 дълги линейни листа излизащи от основата на стъблото, които са с тъмнозелен цвят и светла надлъжна ивица по средата.
Цветът е двуполов с 3 тичинки и плодник с 3 близалца. Цветът на прашниците и близалцата е жълто-оранжев. Околоцветникът се състои от 6 листчета с дължина 2÷4 cm, светлолилави на цвят и изсветляващи към основата си.
Плодът е продълговата разпуклива кутийка с дължина до 2 cm.
Образува грудко-луковица с тънка мрежесто-влакнеста обвивка.

## Биология
Многогодишно растение, което цъфти в периода януари-март и образува плодове през март-април. Размножава се вегетативно и чрез семена.